# Davidson Inlet

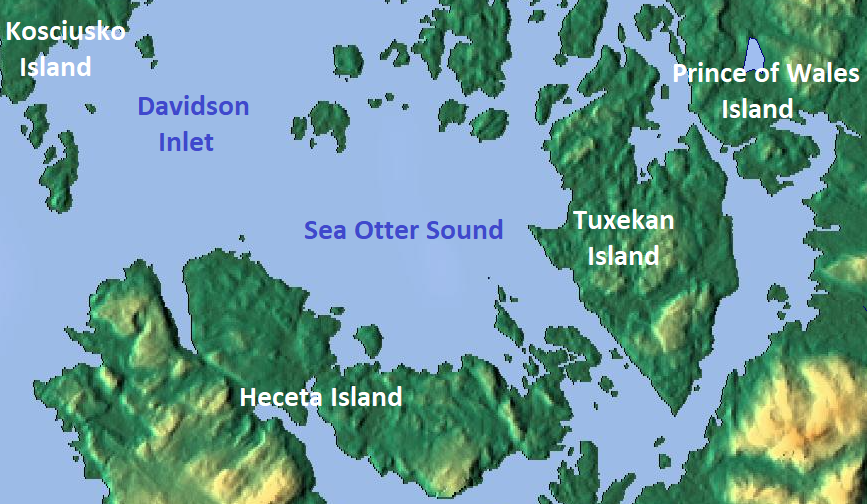
Kaart met de Davidson Inlet

De Davidson Inlet is een zeestraat in de Alexanderarchipel in de Alaska Panhandle in het zuidoosten van Alaska in de Verenigde Staten.

## Geografie
De zeestraat is 23 kilometer lang en heeft een breedte van 10 kilometer. Ze ligt grotendeels tussen Kosciusko Island in het noorden en Heceta Island in het zuiden. Richting het noordoosten liggen ten zuiden van de Davidson Inlet meerdere kleinere eilanden (waaronder Marble Island) voor de noordwestkust van het Prins van Waleseiland. In het zuidwesten mondt de zeestraat uit in de Iphigenia Bay. Vanuit het zuidoosten mondt de Sea Otter Sound in de Davidson Inlet en vanuit het noordoosten de Tokeen Bay.
Het waterlichaam ligt in de mariene ecoregio Noord-Amerikaans Pacifisch Fjordland.

## Geschiedenis
De zeestraat werd in 1879 genoemd door William Healey Dall, medewerker van de United States National Geodetic Survey, ter ere van George Davidson (1825-1911), hoogleraar geografie aan de Universiteit van Californië van 1898 tot 1911.